# NGC 4728
NGC 4728 (również PGC 43455) – galaktyka eliptyczna (E1), znajdująca się w gwiazdozbiorze Warkocza Bereniki. Odkrył ją Heinrich Louis d’Arrest 3 marca 1867 roku.